# Nixon Center
The Nixon Center est un cercle de réflexion américain créé en 1994 de tendance néoréaliste qui publie la revue The National Interest.